# Maryam Salama
Maryam Ahmed Salama (sinh năm 1965) là một nhà văn và nhà thơ Libya, được một nhà phê bình gọi là "một ánh sáng hàng đầu trong thế hệ mới của các nhà văn Libya."  Các tác phẩm của bà dựa trên vị trí của phụ nữ trong xã hội Libya đương đại trong tất cả các câu chuyện viễn tưởng của bà.

## Sự nghiệp
Maryam Ahmed Salama sinh ra ở Tripoli, nhận bằng đại học tại Khoa Văn học và Văn hóa tại Đại học al-Fateh năm 1987.
Maryam Salama hiện đang làm việc trong lĩnh vực dịch thuật, tập trung vào nghiên cứu lịch sử. Các tác phẩm văn xuôi và thơ của bà đã được xuất bản trên Libya và các tờ báo và tạp chí nước ngoài, đặc biệt là sau khi nới lỏng luật kiểm duyệt ở Libya vào những năm 1990. bà hiện đang làm việc tại Dự án Thành phố Cổ ở Tripoli, với tư cách là dịch giả. Năm 2012, bà tham gia Liên hoan thơ quốc tế Tripoli, được tổ chức bởi các nhà thơ Libya, Ashur Etwebi và Khaled Mattawa, sự kiện đầu tiên ở Libya kể từ khi Muammar Gaddafi sụp đổ. Các tác phẩm của bà đã được xuất bản trên các tạp chí Libya và Ả Rập cũng như các tờ báo. Các tác phẩm của bà dựa trên vị trí của phụ nữ trong xã hội Libya đương đại. Bà đã bao gồm chủ đề trong tất cả các tiểu thuyết và truyện ngắn của mình.

## Danh sách công trình
- Ước mơ của một đứa trẻ bị giam cầm (Ahlam tifla sajina) (thơ, 1992)
- Không có gì ngoài giấc mơ (La shay'siwa al bulm) (thơ, 1992)
- "Từ cửa đến cửa" (Min Bab ila Bab), một câu chuyện ngắn.[7]